# Črnčevec
Črnčevec falu Horvátországban, Kapronca-Kőrös megyében. Közigazgatásilag  Sveti Petar Orehovechez tartozik.

## Fekvése
Kőröstől 10 km-re északnyugatra, községközpontjától 2 km-re északkeletre, a Kemléki-hegység lábánál fekszik.

## Története
A falunak 1857-ben 133,  1910-ben 215 lakosa volt. Trianonig Belovár-Kőrös vármegye Körösi járásához tartozott. 2001-ben 158 lakosa volt.